# Tipula (Lunatipula) flavocauda
Tipula (Lunatipula) flavocauda is een tweevleugelige uit de familie langpootmuggen (Tipulidae). De soort komt voor in het Nearctisch gebied.